# Микита Прозоровський
Микита Юрійович Семенов-Прозоровський (рос. Никита Юрьевич Семенов-Прозоровский; 17 жовтня 1955, Москва) — радянський і російський актор театру, кіно та дубляжу, бард.

## Біографія
Микита Семенов-Прозоровський народився 17 жовтня 1955 року у Москві. До вступу до вузу працював робітником сцени в театрі на Таганці. У 1983 році закінчив Театральний інститут імені Бориса Щукіна (курс Ю. Катіна-Ярцева). Після закінчення училища був запрошений Ю. Любимовим в Театр на Таганці, де працював актором. Зараз Микита Юрійович в основному займається дубляжем та закадровим озвученням зарубіжних фільмів і телесеріалів російською мовою, грає в кіно та театрі, озвучує комп'ютерні ігри.
Серед робіт Микити Прозоровського — дублювання британського актора Гері Олдмена у фільмах «Бетмен: Початок» та «Темний лицар», Джеймс Сойєр Форд в телесеріалі «Залишитися в живих», Джо і Рос в телесеріалі «Друзі», Доктора Ватсона у кількох частинах гри про Шерлока Холмса, а також у британському телесеріалі компанії «Granada Television», і ще безліч інших персонажів.
За словами актора, йому особливо подобається озвучувати героїв мультфільмів. Багато персонажів мультсеріалів на каналі Nickelodeon говорять його голосом. Озвучував Шеггі Роджерса в мультиплікаційних серіалах «Скубі-Ду». Також актор часто бере участь в озвучуванні комп'ютерних ігор. «Недавно в однієї комп'ютерній грі мені довірили роль білого мишеняти Нельсона. Це було ні з чим не порівнянне задоволення!».
В даний час Микита Прозоровський є «голосом» телеканалів «НТВ», «НТВ-Плюс», «Discovery» та «Восьмого каналу». До 2010 року також озвучував деякі анонси російськомовної версії телеканалу Nickelodeon.

## Фільмографія
- 1986 — Плюмбум, або Небезпечна гра
- 1991 — Штемп — Гвоздьов
- 1993 — Сірі вовки — майор Сухов
- 1993 — Свистун
- 1994 — Тацуо
- 1994 — Залізна завіса
- 1996 — Чоловік для молодої жінки
- 1998 — Віддзеркалення
- 2000 — Марш Турецького
- 2001 — Два солдатика паперових
- 2003 — Стилет 2
- 2003 — Інша жінка, інший чоловік
- 2005 — Мій особистий ворог
- 2005 — Людина війни (телесеріал)
- 2006 — Союз без сексу
- 2007 — Чужі таємниці
- 2008 — Закон і порядок (телесеріал)
- 2008 — Інше обличчя
- 2009 — Я - Вольф Мессінг — доктор Тішінський

## Озвучування відеоігор
- 1996 — Leisure Suit Larry: Love for Sail! — Віллі (локалізація від Софт Клаб 2004 року)
- 1997 — Fallout — Декер
- 1997 — Геркулес: Нові подвиги — Кентавр Несс
- 2000 — Thief II: The Metal Age (локалізація від Нового Диска) — язичники, роботи Карраса
- 2002 — Neverwinter Nights — епізодичні персонажі
- 2003 — Max Payne 2: The Fall of Max Payne — Володимир Лем; офіцер Питерсберг; Ніколь Горн; лорд Джек
- 2004 — Петька 5: Кінець гри — Фурманов
- 2004 — Driv3r — Тобіас Джонс, Звір, Дідьє Дюбуа
- 2004 — Half-Life 2 — Воллес Брін (локалізація «Буки»)
- 2004 — Mistmare — епізодичні персонажі
- 2004 — Age of Wonders: Shadow Magic — закадровий голос при виборі розділу
- 2004 — Lords of EverQuest — оповідач
- 2004 — Men of Valor — Ден «Госс» Шунауер
- 2004 — Richard Burns Rally — інструктор
- 2005 — Шпигуни як ми: Зачаровані — Джеррі
- 2005 — Шпигуни як ми: Монстр-хит — Джеррі
- 2005 — Слідопити: Таємниця піраміди — Алістер Лавліс, Горус
- 2005 — Слідопити: Секрет ожилого вулкана — капітан Кларк (дідусь Леслі), Анемони, Трубчатаста анемона, Дикун, Головна маска-страж
- 2005 — Слідопити: Таємниця покинутого Луна-Парка — Робот в тирі, поліцейський
- 2005 — Слідопити: Дім з пригодами — Алістер Лавліс
- 2005 — BloodRayne 2 — Деррел Зерінскі
- 2005 — Psychonauts — Саша Найн
- 2005 — Stubbs the Zombie in Rebel Without a Pulse
- 2005 — Serious Sam II — Джебедія, вождь Зіксі
- 2005 — Пригоди Барда — Трау
- 2005 — Need for Speed: Most Wanted — поліцейський перехоплювач
- 2005 — Aurora Watching: Gorky Zero — Микола Селіванов, Супер-Іван
- 2005 — Вівісектор: звір зсередини — противники
- 2005 — F.E.A.R. — охоронці «Армахем Технолоджі»
- 2005 — Starship Troopers — деякі солдати
- 2005 — Evil Dead: Regeneration — Доктор Райнгард, професор Ноубі
- 2006 — Таємниця да Вінчі — Леонардо да Вінчі, Гектор, Гвардієць
- 2006 — The Elder Scrolls IV: Oblivion («Золоте видання» від «1С» 2007 року) — Манкар Каморан, голос бретонців-чоловіків на Тремтячих Островах
- 2006 — The Lord of the Rings: The Battle for Middle-earth II — голос навчання, голос фракції Гобліни
- 2006 — Dreamfall: Безкінечна Подорож — Вамон; Чаван; продавець спецій; Сліпий Боб
- 2006 — Bad Mojo — Едді Баттіто в молодості
- 2006 — Dungeon Siege II — Дайстхгй, Заклинатель Кайлен, Капітан Датрі, Коваль Фельдвір, Пророк Вай-Кеш, Роланд, Радник Кинос
- 2006 — Dark Messiah of Might and Magic — Кха-Белех, гобліни
- 2006 — Half-Life 2: Episode One — G-Man
- 2006 — Glory of the Roman Empire — Радник правителя
- 2006 — Splinter Cell: Double Agent — бандити, охоронці на кораблі, ескімоси в Атлантиді
- 2006 — The Lord of the Rings: The Battle for Middle-earth II: The Rise of the Witch-king — черні нуменорці, капітан Ангмара, знаменосці чорних нуменорців і слідопитів
- 2006 — Medieval II: Total War — французькі полководці
- 2006 — Runaway 2: The Dream of The Turtle — Чепмен; папуга; О’Коннор та інші
- 2006 — Neverwinter Nights 2 — Дейгун, суддя Олеф Ускар
- 2006 — Шерлок Холмс і секрет Ктулху — доктор Ватсон
- 2006 — Warhammer: Mark of Chaos — імперські алебардщики
- 2006 — Made Man. Людина мафії — епізодичні персонажі
- 2006 — SiN Episodes: Emergence — Віктор Радек
- 2007 — Overclocked: A History of Violence — Містер Флінн, Джонатан, Рікер, Воррен Зей (Містер Кларк), Співробітник банка Юнайтед Траст
- 2007 — BlackSite: Area 51 — Логан Соммерс
- 2007 — BioShock — Ян Сушонг та інші
- 2007 — Шерлок Холмс проти Арсена Люпена — доктор Ватсон; архітектор
- 2007 — Command & Conquer 3: Tiberium Wars — Аджай; юніти GDI і Братства Нод
- 2007 — TMNT — Сплінтер, Донателло, Моно, «Червоні дракони»
- 2007 — Shrek the Third — Піноккіо, епізодичні персонажі
- 2007 — Tomb Raider: Anniversary — Річард Крофт
- 2007 — Три маленькі білі мишки: Візит морського щура — Нельсон; епізодичні персонажі
- 2007 — Три маленькі білі мишки: День народження морського щура — Нельсон; епізодичні персонажі
- 2007 — Рекс і капітан Немо — Крот
- 2007 — Сад принцеси Ліліфі — оповідач
- 2007 — Мертві рифи — детектив Амадей Фінвіннер
- 2007 — Age of Empires 3 — Купер; шотландець та інші
- 2007 — Titan Quest — Зевс
- 2007 — Half-Life 2: Episode Two — G-Man; вортігонти
- 2007 — Medieval II: Total War: Kingdoms — французькі полководці
- 2007 — The Witcher — Деклан Леуваарден; Адам; Професор; Ескель; Ори Ройвен (Чистильник взуття), епізодичні персонажі
- 2007 — Team Fortress 2 — медик
- 2007 — Driver: Parallel Lines — Слінк, Бішоп
- 2007 — Карт Бланш: Зуби на полицю! — Маріо і Луїджі Строцці, доктор Фрімен, індіанець, один з фермерів
- 2007 — Assassin's Creed — Рафік, глава Бюро в Дамаску; різні персонажі
- 2007 — Avencast: Учень чародія — Делла Гастера, Арчібальд, Агітацій, Антал, Чайрід, Анджау
- 2007 — Спокойной ночи, малыши! Пригоди Хрюші — кріт, інопланетянин
- 2007 — Sam & Max Save the World — Лійка
- 2007 — Stranglehold — Джеймс Вонг
- 2007 — Готель «У загиблого альпініста» — Петер Глебскі
- 2007 — Смерть шпигунам — Полковник КДБ, резидент Юзек
- 2007 — Clive Barker’s Jericho — Мальтеус Сент-Клер
- 2008 — Murder in the Abbey — Аркадіо
- 2008 — Fallout 3 — Сміливець Герберт Дешвуд в п'єсі на радіо «Новини Галактики, Писар Ротшильд»
- 2008 — Мадагаскар 2: Втеча з Африки — Мото-Мото
- 2008 — Lost: Via Domus — Джеймс «Соєр» Форд
- 2008 — Command & Conquer: Red Alert 3 — командир Сіндзо Нагама
- 2008 — Квант Милосердя — Білл Таннер, Алек Димітріос, Картер, епізодичні персонажі
- 2008 — Inferno — Тодд
- 2009 — Ceville — Базиль, Кухар
- 2009 — Мародер — Жирік
- 2009 — Wolfenstein — Гауптштурмфюрер Ріхтер, Вчені
- 2009 — Infamous — Алден Тейт
- 2009 — Command & Conquer: Red Alert 3 — Uprising — командир Сіндзо Нагама
- 2009 — Risen — Луїс, Інгвар, Фінн, Марек, Адан, Даргел, Серджіо, Конрад, Сантьяго
- 2009 — Шерлок Холмс проти Джека Різника — доктор Ватсон
- 2009 — World of Warcraft: Wrath of the Lich King — Едвин Ван Клиі, голос оповідача перед початком гри за Людей, Дворфів, Гномів, Нежить і Тролів
- 2009 — The Wheelman — Паоло
- 2009 — Dragon Age: Origins — долієць-учень Вараторна, слуга в Замку Гаєвер
- 2009 — Call of Duty: Modern Warfare 2 — один з стрільців
- 2009 — Assassin's Creed II — лейтенант Савонароли — капітан охорони; охоронці, «громили»
- 2009 — F.E.A.R. 2: Project Origin — Харлан Вейд
- 2009 — Trine — Амадей
- 2009 — Моцарт — Йоган Гойфер, Мішка Епох, Мажордом
- 2009 — Дві зірвані вежі — Агроном
- 2009 — Tropico 3 — радник Пенультімо (навчання)
- 2009 — Pirate Hunter. Сомалійський капкан — Джассаса, Башир
- 2010 — Napoleon: Total War — Луї-Александр Бертьє
- 2010 — Mafia II — Джо Барбаро, Томми Анжело
- 2010 — Mafia II: Joe's Adventures — Джо Барбаро
- 2010 — Call of Duty: Black Ops — Фідель Кастро (в режимі боротьби з зомбі)
- 2010 — StarCraft II: Wings of Liberty — Тассадар, Вершитель Талдарімів
- 2010 — Transformers: War for Cybertron — Саундвейв
- 2010 — Dragon Age: Origins — Awakening — Садовник Семюель
- 2010 — Assassin's Creed: Brotherhood — стражники, міщани
- 2011 — Crysis 2 — солдати C.E.L.L., морпіхи США
- 2011 — Harry Potter and the Deathly Hallows: Part II — Джеймс Поттер, смертежери, хапуни
- 2011 — Call of Duty: Modern Warfare 3 — Комаров, епізодичні персонажі
- 2011 — The Elder Scrolls V: Skyrim — Делвін Меллорі
- 2011 — Battlefield 3 — Дмитро Маяковський
- 2011 — Serious Sam 3 — Родрігес
- 2011 — Driver: San Francisco — Джек, Містер Вонг, Хейнс, Герб Дайсон, Шуруп
- 2011 — Deus Ex: Human Revolution — Лі Гон, Детектив Чейз, Джейкоб Вайт
- 2011 — The Witcher 2: Assassins of Kings — Монах-гравець, полонений в замку Ла Валеттів
- 2011 — Diablo III — пророк Урік, стражник бастиона Маркус, Марій
- 2011 — Trine 2 — Амадей
- 2012 — Assassin’s Creed III — Хейтем Кенуей
- 2012 — 007 Legends — Фелікс Лейтер
- 2012 — Call of Duty: Black Ops II — Рауль Менендес
- 2012 — Prototype 2 — д-ор Гутьєресс
- 2012 — Hitman: Absolution — Блейк Декстер
- 2012 — Assassin’s Creed IV: Black Flag — Атабай
- 2012 — Prime World — Майстер Клинків/Відмічений змієм
- 2012 — The Bureau: XCOM Declassified — доктор Генріх Дрезнер
- 2013 — Crysis 3 — Карл Раш
- 2013 — Tom Clancy's Splinter Cell: Blacklist — Андрій Кобін, Лестер Голланч
- 2013 — Path of Exile — Лавіанга
- 2013 — Battlefield 4 — Дмитро Маяковський
- 2014 — Watch Dogs — Ті-Боун Греди
- 2014 — Diablo III: Reaper of Souls — Інарій
- 2014 — Assassin's Creed Rogue — Хейтем Кенуей
- 2014 — Hearthstone — Захисник Златозем'я
- 2014 — Valiant Hearts The Great War — Еміль (Листи)
- 2014 — The Amazing Spider-Man 2 — Вілсон Фіск/Кінгпін, Герман Шульц, Дядя Бен
- 2014 — Alien: Isolation — Паркер
- 2014 — LittleBigPlanet 3 — Ньютон
- 2015 — Battlefield Hardline — Капітан Джуліан Доуз
- 2015 — Відьмак 3: Дике Полювання — імператор Емгир вар Емрейс, епізодичні персонажі
- 2015 — Heroes of the Storm — Тассадар
- 2015 — Assassin’s Creed Syndicate — Чарльз Дарвін
- 2015 — Trine 3: The Artifacts of Power — Амадей
- 2015 — Uncharted: Drake's Fortune — Аток Наварро
- 2016 — Tom Clancy's The Division — Чарльз Блісс
- 2016 — Deus Ex: Mankind Divided — Луціус ДеБірс, Натаніель Браун
- 2016 — Watch Dogs 2 — Ті-Боун Греді
- 2016 — World of Warcraft: Legion — Торадін, Сілгрін
- 2016 — Battle Carnival — Rumblejack
- 2017 — The Legend of Zelda: Breath of the Wild — Король Хайрула
- 2017 — Гвинт: Відьмак. Карткова гра — імператор Емгир вар Емрейс
- 2017 — StarCraft: Remastered — Тассадар
- 2017 — Assassin’s Creed Origins — Гней Помпей Великий, Евдор Александрійський, Вітрувій
- 2018 — Far Cry 5 — Річард «Датч» Рузвельт
- 2018 — Hearthstone — Лорд Годфрі
- 2018 — Call of Duty: Black Ops 4 — Рауль Менендес (тільки голос в штабі спеціалістів і заставках і голос в режимі «Затемнення»)
- 2018 — Assassin’s Creed Odyssey — Ніколаос
- 2018 — Кровна ворожнеча: Відьмак. Історії — Фальбесон
- 2019 — Metro Exodus — Токарєв
- 2019 — Anno 1800 — Системний голос